# Brahmasphutasiddhanta
Le Brāhmasphuṭasiddhānta (hindi : ब्राह्मस्फुटसिद्धान्त), datant de 628, est le principal livre écrit par le mathématicien indien Brahmagupta. Il contient de nombreuses avancées en mathématiques : une bonne compréhension du zéro, des règles de manipulation des nombres positifs et négatifs, une méthode de calcul des racines carrés, des méthodes de résolution des équations linéaires et quadratiques, des règles pour les séries… 
C'est dans cet ouvrage que se trouvent démontrés l'identité de Brahmagupta et le théorème de Brahmagupta. 
L'ouvrage est entièrement écrit en vers.